# シクロプロペニウム

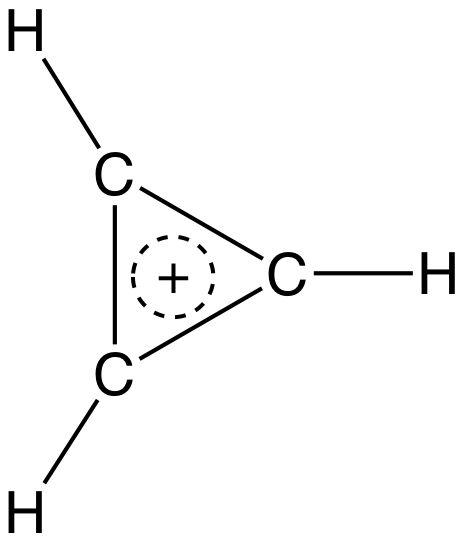
シクロプロペニウムカチオンの構造式

シクロプロペニウムイオン（Cyclopropenium ion）は、有機カチオンの一つであり、構造式はC3H+
3である。最小の芳香族性カチオンである。その塩が単離され、多くの誘導体がX線結晶構造解析によって解析されている。 土星の衛星タイタンの大気中に、このカチオンといくつかの単純な誘導体が確認されている。

## 結合
1つのπ電子対を持つシクロプロペニウムカチオンとその誘導体は、4n+2電子に対するヒュッケルの芳香族性の規則に従う（n=0）。この予測と一致するように、C3H3コアは平面であり、C-C結合は等価である。[C3(SiMe3)3]+SbCl−
6のカチオンの場合、環のC-C距離は137.4(2)から139.2(2)pmであった。

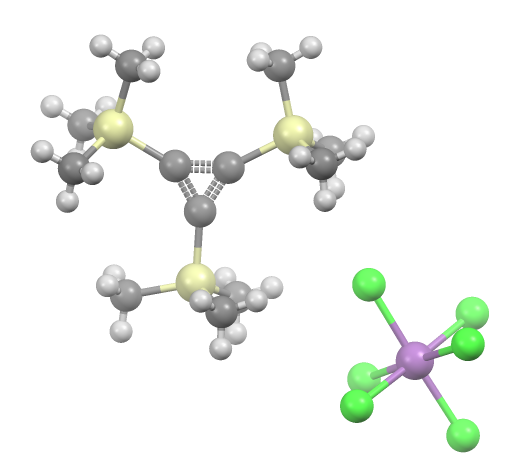
[C_{3}(SiMe_{3})_{3}]^{+}SbCl_{6}^{−}の構造

## 合成法
多くのシクロプロペニウム塩が解析されている。その安定性は、置換基の立体障害と誘起効果によって変化する。
トリフェニルシクロプロペニウム塩は、1957年にRonald Breslowによって初めて報告された。この塩は、フェニルジアゾアセトニトリルとジフェニルアセチレンを反応させて1,2,3-トリフェニル-2-シクロプロペンニトリルを得ることから始めて、2段階で調製された。これを三フッ化ホウ素で処理すると、[C3Ph3]BF4が得られる。
親カチオンである[C3H3]+は，1970年に六塩化アンチモン（SbCl−
6）の塩として1970年に報告された。これは、-20℃では完全に安定である。
トリクロロシクロプロペニウム塩は，テトラクロロシクロプロペンから塩素原子を一つ取り去ることで生成される。
C3Cl4  +  AlCl3   →   [C3Cl3]+AlCl−
4
テトラクロロシクロプロペンは，トリス（tert-ブチルジメチルシリル）シクロプロペンに変換できる。テトラフルオロホウ酸ニトロソニウム（英語版）で水素原子を除去すると、トリシリル置換されたシクロプロペニウムカチオンが得られる。

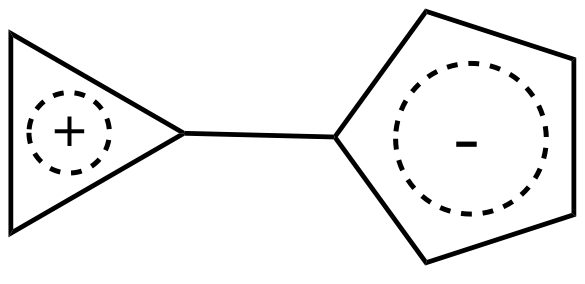
カリセンはシクロプロペニウム環を有する。

アミノ置換シクロプロペニウム塩は特に安定である。 カリセンはシクロプロペニウムがシクロペンタジエニドに結合した珍しい誘導体である。

## 反応

### 有機化学
シクロプロペニウムエステルの塩化物塩は，ジクロロシクロプロペンを用いてカルボン酸を酸塩化物に変換する際の中間体となる。
関連するシクロプロペニウムカチオンは、シクロプロペノンからの1,1-ジクロロシクロプロペンの再生で生成される。
このシクロプロペニウム塩化物は、ペプチド結合形成に応用されている。例えば下図では、シクロプロペニウムイオンの存在下で，Boc保護されたアミノ酸と保護されていないアミノ酸を反応させると、酸塩化物の形成に続いて保護されていないアミノ酸で酸塩化物が求核置換され、ペプチド結合が形成される。
酸塩化物を穏やかに生成するこの方法は、α-アノマー糖を結合するのにも役立つ。シクロプロペニウムイオンを用いてアノマーの炭素に塩化物を形成した後、この化合物をヨウ化テトラブチルアンモニウムでヨウ素化する。このヨウ素を任意のROH基で置換することで、素早くα-選択的に糖を連結することができる。
さらに、いくつかの合成ルートでは、シクロプロペニウムの開環を利用して、アリルカルベンカチオンを得ることができる。直鎖状の分解物には求核性の炭素中心と求電子性の炭素中心が存在する。

### 有機金属錯体

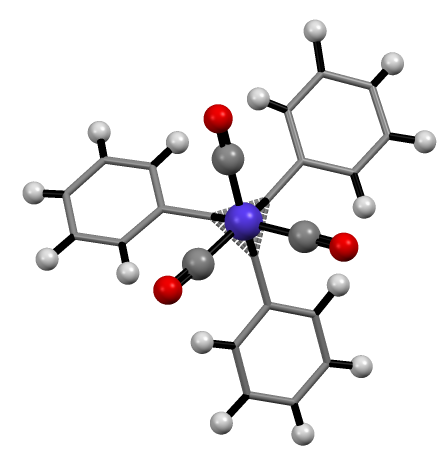
C_{3}対称軸から見たPh_{3}C_{3}Co(CO)_{3}の構造

シクロプロペニウムを配位子とする錯体は数多く知られている。例えば、[M(C3Ph3)(PPh3)2]+（M = Ni, Pd, Pt）やCo(C3Ph3)(CO)3などがある。このような化合物は、シクロプロペニウム塩と低原子価金属錯体との反応によって調製される。

## 高分子電解質材料
シクロプロペニウム塩は、多くの置換誘導体が知られていることから、海水淡水化や燃料電池などの技術に関連する高分子電解質として注目されている。特にトリス（ジアルキルアミノ）シクロプロペニウム塩は安定性が高く，評価されている。